# Lucie Dreyfus

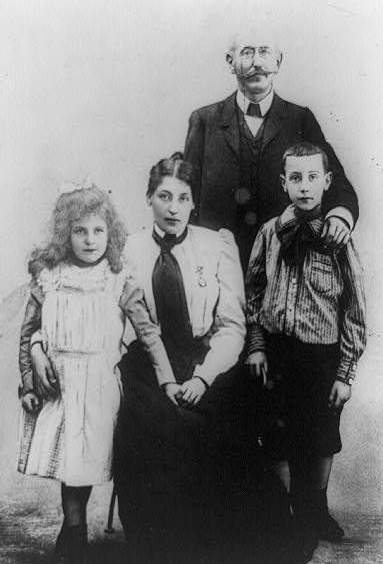
Lucie Dreyfus und ihre Familie. Links die 1893 geborene Tochter Jeanne, hinter ihr ihr Ehemann Alfred Dreyfus und rechts der 1891 geborene Sohn Pierre

Lucie-Eugénie Dreyfus (* 23. August 1869 in Chatou; † 14. Dezember 1945 in Paris), geborene Lucie-Eugénie Hadamard, war die Ehefrau des Artillerie-Hauptmanns Alfred Dreyfus, der im Dezember 1894 in der sogenannten Dreyfus-Affäre zu Unrecht von einem französischen Kriegsgericht des Landesverrats für schuldig befunden wurde und im Januar 1895 zunächst öffentlich degradiert und anschließend von der französischen Abgeordnetenkammer auf die Teufelsinsel verbannt wurde. Lucie Dreyfus gehörte gemeinsam mit anderen Familienmitgliedern, darunter vor allem ihrem Schwager Mathieu Dreyfus zu den Personen, die engagiert um die Wiederaufnahme des Prozesses und einer Revision des Justizirrtums kämpften.

## Leben
Lucie Hadamard wurde am 23. August 1869 in Chatou, einem Vorort von Paris, geboren. Ihr strenggläubig jüdischer Vater war ein wohlhabender Diamantenhändler, ihr Cousin 2. Grades war der Mathematiker Jacques Hadamard. Sie lernte Alfred Dreyfus 1889 im Haus ihrer Eltern kennen. Die beiden heirateten am 21. April 1890. Die Trauung wurde von Zadoc Kahn, dem Oberrabbiner von Frankreich, in der Hauptsynagoge von Paris vorgenommen.
Alfred Dreyfus war der Sohn einer Industriellenfamilie aus dem Elsass. Als das Elsass 1871 nach dem Deutsch-Französischen Krieg zum neu gegründeten Deutschen Reich kam, optierten seine Eltern für die Beibehaltung ihrer französischen Staatsangehörigkeit und siedelten 1872 mit einem Teil der Familie über nach Paris. Hier legte Dreyfus die Reifeprüfung (Baccalauréat) ab und bestand 1878 die Aufnahmeprüfung zur traditionsreichen École polytechnique, die damals hauptsächlich technische Offiziere, z. B. für die Artillerie, ausbildete. Er wurde Berufsoffizier als Artillerist und auf Grund seiner akademischen Leistungen 1890 in die École supérieure de guerre aufgenommen. Auf Grund seines Abschlusses als Neuntbester seines Jahrgangs wurde Alfred Dreyfus anschließend in den französischen Generalstab aufgenommen. Sein Dienst im Generalstab begann am 1. Januar 1893. Dort sollte er im Rotationsprinzip alle sechs Monate in einen anderen Bereich des Generalstabs versetzt werden. Das Ehepaar war sehr wohlhabend. Alfred Dreyfus bezog allein durch sein Vermögen ein jährliches Einkommen von 40.000 Franc, ein Vielfaches des Jahresgehalts eines französischen Offiziers.
Im Jahr 1894 entdeckte man im Generalstab, dass ein französischer Offizier Geheimdokumente an den deutschen Militärattaché Maximilian von Schwartzkoppen verkaufte. Anlass für diesen Schluss war die Übergabe eines nicht unterzeichneten Briefes, des sogenannten Bordereau, der offenbar einer Lieferung von fünf vertraulichen militärischen Dokumenten beigelegen hatte. Auf Grund von Handschriftenvergleichen kam der französische Nachrichtendienst zu dem Schluss, dass die Handschrift Ähnlichkeit mit der des Artillerie-Hauptmanns Alfred Dreyfus aufweise. Er wurde am 15. Oktober verhaftet, Lucie Dreyfus wurde zunächst der Grund der Verhaftung nicht mitgeteilt. Der die Untersuchung leitende Offizier, der bei ihr unter anderem eine Hausdurchsuchung vornahm, untersagte ihr, die Nachricht von der Verhaftung ihres Ehemanns irgendjemand mitzuteilen. Erst am 28. Oktober wurde ihr gestattet, ihre übrige Familie davon zu unterrichten. Am 23. Dezember 1894 wurde Alfred Dreyfus zu lebenslanger Haft verurteilt. Das Urteil in dem Prozess, der unter Ausschluss der Öffentlichkeit vor einem Kriegsgericht stattgefunden hatte, war auf Basis zweifelhafter Handschriftengutachten und rechtswidriger Beweise gefällt worden. Alfred Dreyfus wurde am 5. Januar in einer demütigenden öffentlichen Prozedur degradiert und wenig später auf die Teufelsinsel deportiert.
Lucie Dreyfus setzte sich in den folgenden Jahren unermüdlich für ihren Ehemann ein. Wesentlich war dabei vor allem die emotionale Unterstützung, die sie ihm zuteilwerden ließ. Sie war von seiner Unschuld zutiefst überzeugt und versuchte ihn zu Zuversicht und Durchhaltewillen zu bewegen. Sie war parallel an der aktiven Verteidigung ihres Mannes beteiligt und versuchte ein Wiederaufnahmeverfahren zu erreichen. Zu diesem Zweck richtete sie zahlreiche Gesuche an verschiedene französische Behörden sowie im September 1896 ein Revisionsgesuch direkt an die Abgeordnetenkammer, das aber abschlägig beschieden wurde. Um auch die Öffentlichkeit von der Unschuld ihres Mannes zu überzeugen, gab sie die Briefe heraus, die sie von ihrem Mann aus dem Gefängnis heraus erhalten hatte.
Im September 1898 wandte sich Lucie Dreyfus unmittelbar an die französische Regierung mit der Bitte um Einleitung eines Revisionsverfahrens. Sie erreichte, dass der Ministerrat ihr Gesuch an den Kassationsgerichtshof weiterreichte. Ihr Mann wurde im Revisionsverfahren 1899 erneut verurteilt, diesmal jedoch wegen „mildernder Umstände“ zu zehn Jahren Festungshaft verurteilt und kurz darauf begnadigt. Gemeinsam mit ihrem Ehemann kämpfte sie weiter um die Ehre ihres Mannes. Das Fehlurteil wurde erst im Juli 1906 aufgehoben, ihr Mann rehabilitiert und als Major in die französische Armee wieder aufgenommen. Kurz darauf wurde er zum Ritter der Ehrenlegion ernannt.
Lucie Dreyfus überlebte ihren Ehemann um knapp zehn Jahre. Während ihres Kampfes um die Ehre ihres Mannes wurde sie von den sogenannten Dreyfusianern – Personen, die von der Unschuld ihres Ehemanns überzeugt waren – als beispielhafte Ehefrau und vorbildliche Mutter verehrt.
Unter dem Vichy-Régime zog Lucie Dreyfus sich nach Toulouse zurück, der Stadt, aus der ihr Schwiegersohn stammte. Doch diese Familie wurde unter dem Druck der Judenverfolgung in alle Winde zerstreut. Nach einigem Umherirren in Südfrankreich fand sie schließlich, unter dem Tarnnamen Madame Duteil, ein Asyl im Altersheim der Nonnen von Valence und konnte so den Holocaust überleben. Nach der Befreiung des Landes kehrte sie mit ihrer jüngsten Tochter Simone nach Paris zurück, nunmehr schwer krank.

## Einzelbelege
1. ↑   Whyte, S. 45.
2. ↑   Kotowski et al., S. 66.

| Personendaten    | Personendaten                                                                      |
| ---------------- | ---------------------------------------------------------------------------------- |
| NAME             | Dreyfus, Lucie                                                                     |
| ALTERNATIVNAMEN  | Dreyfus, Lucie-Eugénie (vollständiger Name); Hadamard, Lucie-Eugénie (Geburtsname) |
| KURZBESCHREIBUNG | französische Ehefrau von Alfred Dreyfus                                            |
| GEBURTSDATUM     | 23. August 1869                                                                    |
| GEBURTSORT       | Chatou                                                                             |
| STERBEDATUM      | 14. Dezember 1945                                                                  |
| STERBEORT        | Paris                                                                              |